# Tapmukjauratj (Jokkmokks socken, Lappland, 742492-166333)
Tapmukjauratj är en sjö i Jokkmokks kommun i Lappland och ingår i Luleälvens huvudavrinningsområde. Sjön har en area på 0,326 kvadratkilometer och ligger 420,4 meter över havet. Tapmukjauratj ligger i Jelka-Rimakåbbå Natura 2000-område. Sjön avvattnas av vattendraget Halmapjåkkå.

## Delavrinningsområde
Tapmukjauratj ingår i det delavrinningsområde (742558-167029) som SMHI kallar för Mynnar i Pakkojåkkå. Medelhöjden är 429 meter över havet och ytan är 45,24 kvadratkilometer. Det finns inga avrinningsområden uppströms utan avrinningsområdet är högsta punkten. Halmapjåkkå som avvattnar avrinningsområdet har biflödesordning 3, vilket innebär att vattnet flödar genom totalt 3 vattendrag innan det når havet efter 200 kilometer. Avrinningsområdet består mestadels av skog (77 procent) och sankmarker (22 procent). Avrinningsområdet har 0,33 kvadratkilometer vattenytor vilket ger det en sjöprocent på 0,7 procent.